# Годзилла против Гайгана
«Годзилла против Гайгана» (яп. 地球攻撃命令　ゴジラ対ガイガン) — японский фантастический кайдзю-фильм, снятый Дзюном Фукудой, продолжение «Годзиллы против Хэдоры». Это двенадцатый фильм о динозавре Годзилле, четвёртый об Ангирусе и драконе Кинге Гидоре, и первый о Гайгане. Фильм вышел в японский прокат 12 марта 1972 года.
Релиз фильма на DVD состоялся в октябре 2004 года.

## Сюжет
Среди людей спрятались пришельцы, мечтающие завоевать Землю. Они возвели под видом детского развлекательного центра свою базу и послали на родную планету сигнал действия. К Земле приближаются два огромных монстра. Один — уже известный человечеству Кинг Гидора, а второй — исполинский киборг Гайган. Чудовища приземляются и начинают разрушать города.

## В ролях
| Актёр             | Роль                           |
| ----------------- | ------------------------------ |
| Хироси Исикава    | Гэнго Котака                   |
| Юри Хисими        | Томоко Томоэ                   |
| Минорю Такасима   | Сёсакю Такасюги                |
| Томоко Умэда      | Матико Сима                    |
| Тосиаки Нисидзава | Кюбота                         |
| Зан Фудзита       | Фумио Сюда                     |
| Кюнио Мураи       | Такаси Сима                    |
| Гэн Симидзю       | командующий силами самообороны |
| Харуо Накадзима   | Годзилла                       |
| Кэмпатиро Сацума  | Гайган                         |
| Кёецу Ёмия        | Ангирус                        |
| Канта Ина         | Кинг Гидора                    |

## Монстры
- Годзилла — громадный динозавр, пробудившийся от анабиоза и мутировавший во время бомбардировок Хиросимы и Нагасаки. В первый раз напал на Японию в 1954 году. Главная сверхспособность — может извергать из пасти тепловой луч. Размеры: рост 50 м; вес 20 000 т[1].
- Гайган — исполинский киборг, подчиняющийся приказам пришельцев. Голова напоминает птичью. Вместо глаз имеет красную фару, на спине три перепончатых крыла, вместо рук — мощные лезвия, на животе расположена огромная циркулярная пила. Вместе с Кингом Гидорой нанёс сильные разрушения Токио, но в конце концов был побеждён Годзиллой и Ангирусом. Размеры: рост 65 м; вес 25 000 т[2].
- Ангирус — мутировавший при бомбардировках Хиросимы и Нагасаки анкилозавр. Впервые Ангирус появился в фильме «Годзилла снова нападает» (1955), где сражался с Годзиллой. Здесь же он выступает его союзником в поединке с Гайганом и Кингом Гидорой. Размеры: высота 60 м; длина 100 м; вес 30 000 т[3].
- Кинг Гидора — чудовищный трёхголовый дракон с золотистой чешуёй. При нападении изрыгает молнии. Это последний фильм периода Сёва (охватывающего фильмы 1954—1975 годов), где присутствует Кинг Гидора. Его следующее полноценное появление произошло в фильме «Годзилла против Кинга Гидоры» (1991). Размеры: высота 100 м; размах крыльев 150 м; вес 30 000 т[4].

Кроме того, в этом фильме показаны Горозавр, Мотра, Минилла и Камакурас.

## История создания
После нетипичного для жанра «Годзиллы против Хэдоры» кинокомпания Toho начала работу над более эффектным фильмом с участием космических монстров. Первоначально, по замыслу продюсера Томоюки Танака, в фильме должно было появиться шесть монстров, в числе которых — трое новых: это Гайган, Мегалон и похожий на статую Даймадзин Мадзин Твол. Однако идея о таких монстрах не была радушно принята, от двух последних чудовищ отказались (хотя Мегалон появился в сиквеле), а фильм получил название «Возвращение Кинга Гидоры». По сюжету, против Гайгана и Гидоры должны были выступить Годзилла, Родан и Варан, однако из-за бюджетных ограничений Варан и Родан были заменены Ангирусом, который в последний раз полноценно был показан в фильме «Уничтожить всех монстров». Имя Гидоры было убрано из названия, фильм стал известен уже как «Годзилла против Гайгана».
Это последний фильм, где роль Годзиллы исполнял актёр Харуо Накадзима. Годзилла здесь показан в последний раз таким как в фильме «Гидора, трёхголовый монстр».

## В зарубежном прокате
После распространения международной версии «Годзиллы против Гайгана» фильм вышел в 1978 году в США под названием «Годзилла на Острове Монстров» (Godzilla on Monster Island), несмотря на то, что этот остров всего лишь эпизодически появляется в фильме. Постер этой версии фильма напоминает «Годзиллу против Мотры». 
В Великобритании фильм вышел под названием «Война монстров» (War of the Monsters).

## Саундтрек
На момент выхода фильма Годзилла уже обрёл мировую популярность, поскольку немногие киномонстры перешагнули рубеж 1960-х — 1970-х годов. В честь такой славы композитор Акира Ифукубе, создавший музыкальное оформление к самым известным фильмам Toho, издал сборник песен и мелодий Expo '70. Новая песня называлась «Марш Годзиллы», которую исполнил Кунио Мияси в конце фильма. Также в альбом вошли некоторые новые песни: «Go! Go! Godzilla!» и «Defeat Gigan».